# Grid (jogo eletrônico de 2019)
Grid (estilizado como GRID) é um videogame de corrida desenvolvido e publicado pela Codemasters para Microsoft Windows, Google Stadia, PlayStation 4 e Xbox One. É o décimo título da série TOCA. É também o quarto título GRID da série TOCA, bem como uma reinicialização da série Grid. Inicialmente programado para ser lançado em 13 de setembro de 2019, sua data de lançamento foi adiada e foi lançado em 11 de outubro de 2019.

## Jogabilidade
Uma das mecânicas principais é o Sistema Nemesis, onde os pilotos de IA se tornam agressivos com o jogador se os atingirem com muita força ou com muita frequência; como parte disso, existem 400 pilotos de IA exclusivos, cada um com seu próprio estilo de corrida. Fernando Alonso aparece neste jogo como um "consultor de corrida", com um jogador enfrentando-os no evento final da campanha para um jogador.
O jogo também apresenta comentários de Alex dos Estados Unidos como jogo a jogo, juntamente com o ex-bicampeão mundial de ataques de fuso horário da Austrália, nomeado Kristen como analista durante a corrida.

## Desenvolvimento
O GRID foi anunciado em 21 de maio de 2019  como uma reinicialização da série GRID. Em 7 de julho de 2019, foi anunciado que o GRID seria adiado por várias semanas a partir da data de lançamento inicial, com o jogo sendo lançado em 11 de outubro de 2019.

## Recepção
| Ano  | Prémio               | Categoria                       | Resultado | Ref. |
| ---- | -------------------- | ------------------------------- | --------- | ---- |
| 2019 | Prémios Game Critics | Melhor jogo de corrida          | Nomeado   |      |
| 2019 | Gamescom             | Melhor jogo de corrida          | Ganhou    |      |
| 2019 | Prêmios Titanium     | Melhor jogo de esportes/corrida | Nomeado   |      |